# Charles Philibert-Thiboutot
Charles Philibert-Thiboutot (ur. 31 grudnia 1990 w Québec) – kanadyjski lekkoatleta specjalizujący się w biegach średniodystansowych.
W 2012 zdobył srebrny medal mistrzostw NACAC do lat 23, a rok później był siódmy na igrzyskach frankofońskich w Nicei. Ósmy zawodnik pucharu interkontynentalnego (2014). W 2015 stanął na najniższym stopniu podium igrzysk panamerykańskich oraz dotarł do półfinału biegu na 1500 metrów podczas mistrzostw świata w Pekinie. Półfinalista igrzysk olimpijskich w Rio de Janeiro (2016).
Medalista mistrzostw Kanady.

## Osiągnięcia
| Rok  | Impreza                       | Miejsce        | Konkurencja    | Lokata     | Wynik    |
| ---- | ----------------------------- | -------------- | -------------- | ---------- | -------- |
| 2012 | Młodzieżowe mistrzostwa NACAC | Irapuato       | bieg na 1500 m | 2. miejsce | 3:52,00  |
| 2013 | Igrzyska frankofońskie        | Nicea          | bieg na 1500 m | 7. miejsce | 3:58,50  |
| 2014 | Puchar interkontynentalny     | Marrakesz      | bieg na 1500 m | 8. miejsce | 3:51,97  |
| 2015 | Igrzyska panamerykańskie      | Toronto        | bieg na 1500 m | 3. miejsce | 3:41,79  |
| 2015 | Mistrzostwa świata            | Pekin          | bieg na 1500 m | półfinał   | 3:39,62  |
| 2016 | Igrzyska olimpijskie          | Rio de Janeiro | bieg na 1500 m | półfinał   | 3:40,79  |
| 2018 | Mistrzostwa NACAC             | Toronto        | bieg na 1500 m | 3. miejsce | 3:52,60  |
| 2018 | Puchar interkontynentalny     | Ostrawa        | bieg na 1500 m | 4. miejsce | 3:40,90  |
| 2022 | Mistrzostwa świata            | Eugene         | bieg na 1500 m | półfinał   | 3:37,29  |
| 2022 | Mistrzostwa świata            | Eugene         | bieg na 5000 m | półfinał   | 13:38,80 |
| 2022 | Mistrzostwa NACAC             | Freeport       | bieg na 1500 m | 3. miejsce | 3:37,91  |
| 2023 | Mistrzostwa świata            | Budapeszt      | bieg na 1500 m | półfinał   | 3:37,41  |
| 2023 | Igrzyska panamerykańskie      | Santiago       | bieg na 1500 m | 1. miejsce | 3:39,74  |
| 2023 | Igrzyska panamerykańskie      | Santiago       | bieg na 5000 m | 2. miejsce | 14:48,02 |
| 2024 | Halowe mistrzostwa świata     | Glasgow        | bieg na 1500 m | eliminacje | 3:40,18  |

## Rekordy życiowe
- Bieg na 1000 metrów – 2:18,38 (2021)
- Bieg na 1500 metrów (stadion) – 3:32,94 (2023)
- Bieg na 1500 metrów (hala) – 3:36,53 (2024)
- Bieg na milę – 3:52,97 (2021)
- Bieg na 2000 metrów – 4:51,54 (2023) rekord Ameryki Północnej
- Bieg na 3000 metrów – 7:35,73 (2024) rekord Kanady